# اسپرینگدیل (آرکانزاس)
اسپرینگدیل، آرکانزاس (به انگلیسی: Springdale, Arkansas) شهری در ایالات متحده آمریکا می‌باشد که در شهرستان واشینگتن و شهرستان بنتون ایالت آرکانزاس قرار دارد.
بر پایه سرشماری اداره آمار آمریکا جمعیت این شهر در سال ۲۰۱۱ در حدود ۷۱٬۳۹۷ نفر می‌باشد. شعبهٔ مرکزی و مقر شرکت «تایسون فود» که بزرگترین شرکت تولید و فراوری گوشت در جهان است در این شهر قرار دارد.